# 内勒拉蒙塔涅
内勒拉蒙塔涅（法語：Nesles-la-Montagne，法語發音：[nɛl la mɔ̃taɲ]）是法国上法蘭西大區埃纳省的一个市镇，属于蒂耶里堡区。

## 地理
内勒拉蒙塔涅（49°1'10"N, 3°25'34"E）面积17.21 平方千米，位于法国上法蘭西大區埃纳省，该省份为法国北部内陆省份，北起北部省，西接索姆省和瓦兹省，东临阿登省和马恩省，西南至塞纳-马恩省，东北部与比利时接壤。
与内勒拉蒙塔涅接壤的市镇（或旧市镇、城区）包括：布莱姆、马恩河畔谢济、谢里、库尔班、埃西斯、马恩河畔埃唐普、蒙福孔、蒙勒翁、诺让泰勒、维福尔。

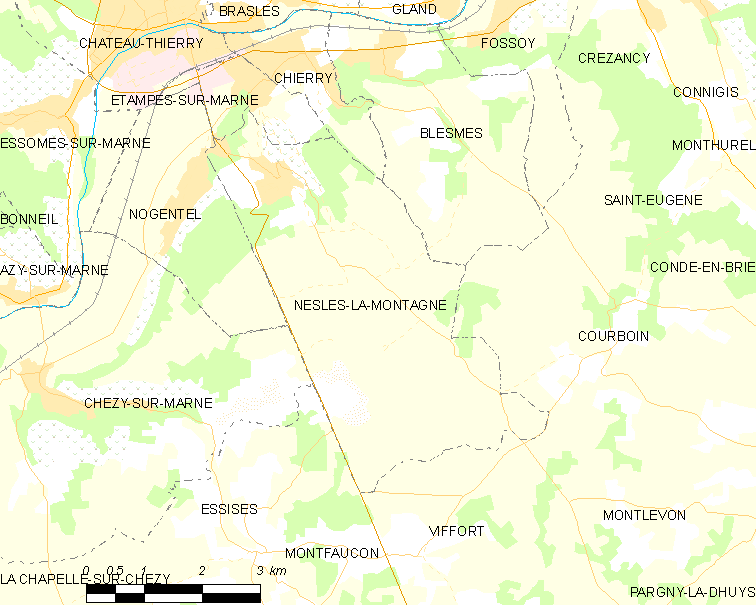
内勒拉蒙塔涅的OSM定位图

内勒拉蒙塔涅的时区为UTC+01:00、UTC+02:00（夏令时）。

## 行政
内勒拉蒙塔涅的邮政编码为02400，INSEE市镇编码为02540。

## 政治
内勒拉蒙塔涅所属的省级选区为蒂耶里堡县。

## 人口

1962-2008年间内勒拉蒙塔涅人口变化图示

内勒拉蒙塔涅于2022年1月1日时的人口数量为1196人。